# Sarah Ulmer
Sarah Elizabeth Ulmer (ur. 14 marca 1976 w Auckland) – nowozelandzka kolarka torowa i szosowa, mistrzyni olimpijska oraz dwukrotna medalistka torowych mistrzostw świata.

## Kariera
Pierwszy sukces Sarah Ulmer osiągnęła w 1993 roku, kiedy została wicemistrzynią świata juniorów w indywidualnym wyścigu na dochodzenie. W tej samej konkurencji została również mistrzynią świata juniorów w 1994 roku. W 1996 roku Ulmer brała udział w igrzyskach olimpijskich w Atlancie, gdzie w tej konkurencji zajęła siódme miejsce. Na rozgrywanych trzy lata później mistrzostwach świata w Berlinie wywalczyła brązowy medal w wyścigu punktowym, ulegając jedynie Francuzce Marion Clignet i Niemce Judith Arndt. Na igrzyskach olimpijskich w Sydney w 2000 roku była czwarta w indywidualnym wyścigu na dochodzenie, przegrywając walkę o brązowy medal z Brytyjką Yvonne McGregor, a rywalizację w wyścigu punktowym ukończyła na ósmej pozycji. Podczas igrzysk w Atenach w 2004 roku zdobyła złoty medal w swej koronnej konkurencji, bezpośrednio wyprzedzając Katie Mactier z Australii i Leontien van Moorsel z Holandii. Medal ten był pierwszym olimpijskim złotem w historii występów nowozelandzkich kolarzy. Na tych samych igrzyskach Sarah była także szósta w wyścigu punktowym. W 2004 roku wystąpiła również na mistrzostwach świata w Melbourne w 2004 roku, gdzie ponownie była najlepsza w indywidualnym wyścigu na dochodzenie, wyprzedzając Katie Mactier oraz Rosjankę Jelenę Czałych. Ponadto Ulmer w tej konkurencji zdobyła złote medale na igrzyskach Wspólnoty Narodów w Kuala Lumpur w 1998 roku i igrzyskach Wspólnoty Narodów w Manchesterze w 2002 roku, a podczas igrzysk Wspólnoty Narodów w Victorii w 1994 roku była druga. Co więcej na rozgrywanych w 2005 roku igrzyskach Oceanii w Brisbane zwyciężyła zarówno w wyścigu ze startu wspólnego jak i indywidualnej jeździe na czas. W 2007 roku zakończyła karierę.
W 2004 odznaczona Nowozelandzkim Orderem Zasługi IV klasy.